# Siergiej Szypowski
Siergiej Władimirowicz Szypowskij (Сергей Владимирович Шиповский, ur. 2 stycznia 1965 w Iżewsku) – rosyjski piłkarz grający na pozycji bramkarza, trener piłkarski.
Wychowanek klubu Zenit Iżewsk, następnie grał w zespołach: Gastello Ufa. Krylia Sowietow Kujbyszew, Karpaty Lwów, Szachtar Donieck, Tekstilszczik Kamyszyn.
Przed sezonem 1991/1992 przeniósł się do Polski, by przez 5 lat grać w Hutniku Kraków. W polskiej I lidze debiutował 2 maja 1992.
Z Hutnikiem zaliczył kilka występów w rozgrywkach Pucharu UEFA. Zdobył nawet bramkę z rzutu karnego w 86 minucie meczu z azerskim zespołem Chazri Buzowna Baku (17 lipca 1996), podwyższając wynik na 8-0 dla krakowian, a całe spotkanie zakończyło się rezultatem 9-0 (jest to najwyższa wygrana w historii występów polskich drużyn w Pucharze UEFA).
W latach 1997–1999 grał w rosyjskim klubie Gazowik Iżewsk.
Jesienią 1999 powrócił do polskiej ligi jako zawodnik Pogoni Szczecin. W barwach Pogoni zaliczył jeden występ w Pucharze UEFA, 10 sierpnia 2001 z Fylkirem Reykjavík (1-2). Szypowski jest obwiniany o sprokurowanie obu sytuacji po których padły gole. Przy stracie pierwszej bramki futbolówka wyśliznęła mu się z rąk, a pod koniec I połowy meczu źle obliczył lot piłki i dał się przelobować.
W polskiej ekstraklasie rozegrał 166 meczów (152 w Hutniku i 14 w Pogoni).
W sezonie 2000/2001 zdobył z Pogonią Szczecin Wicemistrzostwo Polski, a rok później zakończył w tym klubie karierę zawodniczą.
Jako trener pracował m.in. w Pogoni Szczecin (był grającym asystentem, a później szkoleniowcem bramkarzy), Polonii Warszawa (opiekun bramkarzy), Flocie Świnoujście (II trener), Redze-Meridzie Trzebiatów (I trener), a od 2008 prowadził jako I trener zespół Gryf Kamień Pomorski. Później zaczął specjalizować się w trenowaniu bramkarzy: funkcję trenera bramkarzy pełnił ponownie w Pogoni Szczecin (2010 - 2011), a od 2012 r. we Flocie Świnoujście. Prowadzi też własną szkołę bramkarzy dla młodych piłkarzy, głównie z Pomorza Zachodniego.